# Lebrija (Colombia)
Lebrija es un municipio del departamento de Santander (Colombia). Se ubica a 15 Kilómetros de Bucaramanga, capital del departamento, a menos de 3 km del Aeropuerto Internacional Palonegro y se encuentra ubicada a menos de 500 km de la capital del país. Lebrija llamada la Capital piñera de Colombia, por ser este producto agrícola el más importante renglón en la economía de este municipio, tal es así que cada mes de junio se realiza unas festividades en honor a esta fruta (Feria de la Piña) que incluyen verbenas, degustaciones de productos hechos con la piña y conciertos de música bailable. También se destaca en su economía los productos avícolas (pollo, huevo), por la cantidad de galpones que hay en la zona rural del municipio dedicados a la crianza de esta ave.

## Toponimia
Su nombre se deriva del ilustre español Antonio de Lebrija.

## División Político-Administrativa
Además de su Cabecera municipal. Lebrija tiene bajo su jurisdicción los siguientes Centros poblados:
- El Conchal
- Portugal
- Uribe Uribe
- Vanegas

## Historia
Antes de Lebrija existió un pueblo llamado Cantabria, cuya ubicación es hoy día parte de una vereda del municipio que tiene el mismo nombre, fundado por el conquistador alemán Ambrosio Alfinger en 1529. Allí se instalaron los indígenas Guanes, expulsando al fundador, y después se asentaron personas que migraban de otras partes del país, quienes construyeron sus casas en barro. Durante tres siglos fue una población próspera, hasta que una fiesta y un presbítero le dieron el fin a este lugar; el padre Antonio Martínez Trillo, párroco de Cantabria, hizo acabar con las festividades del taumaturgo San Antonio de Padua. La población, indignada con la acción del sacerdote, abandonó este lugar y se asentó en otra parte. Aún se pueden ver vestigios de esta población visitando las ruinas de la antigua iglesia.
Las tierras de Lebrija fueron antes una completa llanura llamada Valle De Los Ángeles, donde los conquistadores descansaban cuando se dirigían hacia Bucaramanga. Las personas que habían decidido dejar Cantabria se instalaron allí. A partir del siglo XIX, Lebrija inició su desarrollo y fue de gran importancia en esa época y hoy día es importante para Colombia por los cultivos de piña y la crianza de aves.

### Evolución
Lebrija evolucionó gracias a la institucionalización del municipio dado por el Estado de Santander en 1876.
Con la construcción de la Ruta Nacional 66, que atraviesa Lebrija, se empezó a conocer el municipio a nivel nacional.
- El Aeropuerto Palonegro: Sirve a Bucaramanga pero construido en la Vereda Palonegro de Lebrija. En este mismo sitio ocurrió la Batalla de Palonegro, la más importante y sangrienta de la Guerra de los Mil Días.
- El parque que fue construido en el centro del municipio y fue nombrado Valle de Los Ángeles, de acuerdo como se llamaba el valle que antes había.
- La iglesia fue construida mirando hacía el parque y se nombró San Pedro Apóstol, en honor al apóstol San Pedro, su estructura es de forma árabe.
- La construcción de colegios se inició en la parte urbana y rural y son de forma pública y privada.
- También se construyeron parques recreativos, canchas, supermercados, locales comerciales y estaciones institucionales.

## Demografía
Población Total: 38.560 hab. (2015)
- Población Urbana: 18.747
- Población Rural: 19.813

## Economía
- Agricultura: Piña, Naranja, Mandarina, Limón Tahití, Guayaba Pera, Cacao, Habichuela, Maracuyá y Guanábana.
- Ganadería: Cerdos, Vacas y Caballos.
- Avicultura: Pollos y Gallinas.

## Clima
| Parámetros climáticos promedio de Lebrija                                           | Parámetros climáticos promedio de Lebrija | Parámetros climáticos promedio de Lebrija | Parámetros climáticos promedio de Lebrija | Parámetros climáticos promedio de Lebrija | Parámetros climáticos promedio de Lebrija | Parámetros climáticos promedio de Lebrija | Parámetros climáticos promedio de Lebrija | Parámetros climáticos promedio de Lebrija | Parámetros climáticos promedio de Lebrija | Parámetros climáticos promedio de Lebrija | Parámetros climáticos promedio de Lebrija | Parámetros climáticos promedio de Lebrija | Parámetros climáticos promedio de Lebrija |
| Mes                                                                                 | Ene.                                      | Feb.                                      | Mar.                                      | Abr.                                      | May.                                      | Jun.                                      | Jul.                                      | Ago.                                      | Sep.                                      | Oct.                                      | Nov.                                      | Dic.                                      | Anual                                     |
| ----------------------------------------------------------------------------------- | ----------------------------------------- | ----------------------------------------- | ----------------------------------------- | ----------------------------------------- | ----------------------------------------- | ----------------------------------------- | ----------------------------------------- | ----------------------------------------- | ----------------------------------------- | ----------------------------------------- | ----------------------------------------- | ----------------------------------------- | ----------------------------------------- |
| Temp. máx. media (°C)                                                               | 25.3                                      | 25.5                                      | 25.4                                      | 25.3                                      | 25.6                                      | 25.6                                      | 25.8                                      | 26.0                                      | 26.0                                      | 25.4                                      | 24.9                                      | 25.0                                      | 25.5                                      |
| Temp. media (°C)                                                                    | 21.3                                      | 21.7                                      | 21.7                                      | 21.6                                      | 21.6                                      | 21.5                                      | 21.5                                      | 21.6                                      | 21.4                                      | 21.0                                      | 20.9                                      | 21.0                                      | 21.4                                      |
| Temp. mín. media (°C)                                                               | 18.5                                      | 18.8                                      | 19.0                                      | 19.0                                      | 18.9                                      | 18.8                                      | 18.5                                      | 18.5                                      | 18.3                                      | 18.3                                      | 18.4                                      | 18.4                                      | 18.6                                      |
| Precipitación total (mm)                                                            | 59                                        | 89                                        | 121                                       | 125                                       | 121                                       | 75                                        | 84                                        | 79                                        | 100                                       | 149                                       | 122                                       | 60                                        | 1184                                      |
| Días de precipitaciones (≥ 1 mm)                                                    | 8                                         | 9                                         | 14                                        | 17                                        | 19                                        | 17                                        | 18                                        | 19                                        | 19                                        | 18                                        | 15                                        | 9                                         | 182                                       |
| Horas de sol                                                                        | 210                                       | 165                                       | 145                                       | 138                                       | 148                                       | 144                                       | 164                                       | 164                                       | 150                                       | 151                                       | 147                                       | 179                                       | 1905                                      |
| Humedad relativa (%)                                                                | 83                                        | 82                                        | 83                                        | 86                                        | 87                                        | 86                                        | 84                                        | 84                                        | 85                                        | 87                                        | 89                                        | 87                                        | 85.3                                      |
| Fuente: Instituto de Hidrología, Meteorología e Investigaciones Ambientales (IDEAM) |                                           |                                           |                                           |                                           |                                           |                                           |                                           |                                           |                                           |                                           |                                           |                                           |                                           |

## Fiestas
- Feria de la Piña, el 28 de junio de cada año.
- Conmemoración de la Batalla de Palonegro, el 11 de mayo de cada año.

## Lugares de Importancia

### Históricos
- Cruz de Palonegro: Levantada en la vereda del mismo nombre, en un sector conocido durante la Batalla de Palonegro como "tierra de nadie".
- Ruinas de Cantabria: Último vestigio del antiguo pueblo de Cantabria, predecesor de Lebrija.

### Ecológicos
- Pico Del Águila
- Pozo de La Dicha
- Centro recreativo Ferrosantander
- Balneario La Angula

### Deportivos
- Cancha Municipal Eusebio Herrera Mantilla: Fútbol, ultimate frisbee, Conciertos y Presentaciones
- Coliseo Municipal: Fútbol Sala, Voleibol, Baloncesto, Karate y Presentaciones.
- Polideportivo municipal con superficie en Concreto.

## Instituciones educativas
| Escudo | Colegio                                  | Dirección            | Sedes | Tipo    |
| ------ | ---------------------------------------- | -------------------- | ----- | ------- |
|        | Integrado Nuestra Señora De Las Mercedes | Calle 11 n.º 8-21    | 12    | Público |
|        | Portugal                                 | Vereda Portugal      | 15    | Público |
|        | Institución Educativa Llanadas           | Vereda Llanadas      | 10    | Público |
|        | Institución Educativa La Victoria        | Vereda La Victoria   | 4     | Público |
|        | Liceo San Fernando                       | Carrera 7 n.º 11-24  | 1     | Privado |
|        | Gimnasio Monteverde                      | Carrera 10 n.º 10-49 | 1     | Privado |
|        | Nuevos Horizontes                        | Barrio La Popa       | 1     | Privado |
|        | Antonio Lebrija                          | Calle 13 n.º 7-30    | 1     | Privado |

## Escuelas deportivas
Cuenta con grandes escuelas deportivas que, con ayuda de empresas de la localidad, contribuyen en la formación deportiva de los jóvenes
- Fútbol
- Microfútbol
- Baloncesto
- Voleibol
- Porrismo
- Ultimate Frisbee

## Equipo de fútbol
En los años 80, el municipio conformó un equipo de fútbol llamado Independiente Lebrija el cual llegó a jugar en la Primera C hacia los años 90, disputó sus partidos en la cancha Municipal de Lebrija. En la mitad de los 90 el equipo cayó en una crisis económica y tuvo que retirarse del campeonato y llegar a su desaparición. 
Hoy día el municipio es representado departamentalmente por el Lebrija F. C., equipo que compite en los torneos de la Liga Santandereana de fútbol, afiliada a la Difutbol.

## Servicios públicos
- Energía Eléctrica: Electrificadora de Santander (ESSA), del grupo EPM, es la empresa prestadora del servicio de energía eléctrica.
- Gas Natural: Vanti es la empresa distribuidora y comercializadora de gas natural en el municipio.